# Have You Ever?
“Have You Ever?” (en español: “¿Alguna Vez?”) es una balada romántica de género pop; escrita por la compositora Diane Warren, producida por el músico David Foster y grabada por la cantante Brandy, en su segundo álbum de estudio Never S-A-Y Never. 
Recibió comentarios muy favorables de parte de los críticos; algunos argumentaron que la letra y la melodía son "gratificantes", aunque los mayores elogios fueron hacia la interpretación vocal de la cantante. 
Fue lanzada como tercer sencillo del álbum, a fines de 1999. Fue muy exitoso en algunos territorios como Estados Unidos y Oceanía; aunque su repercusión fue menor en otros territorios.

## Antecedentes y grabación
“Have You Ever?” fue escrita por Diane Warren y producida por David Foster; el mismo dúo que compuso los exitosos sencillos “Because You Loved Me” de Céline Dion, “Un-break My Heart” de Toni Braxton y “How Do I Live” de LeAnn Rimes, todos estos habían liderado las listas de popularidad de los años previos.

Esta fue la primera vez que Brandy trabajó con este dúo de compositores. En una entrevista ella confesó que además era la primera vez que trabajaba con un productor del estilo de David Foster, la cantante comentó lo siguiente:

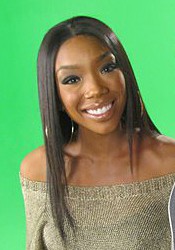
Brandy in 2011a (headshot)

...era la primera vez que yo había estado en el estudio con un productor como David Foster...mi voz no estaba tan desarrollada como ahora y la canción requería lo que los productores llaman "notas de dinero", o sea la clase de interpretación que hace que consigas un número uno en las listas de popularidad. Estaba realmente nerviosa, pero todo el trabajo fue estupendo.
Brandy

## Contenido lírico
La canción es una balada de desamor, en la cual el protagonista se lamenta porque la persona que ama no siente lo mismo por él.

## Reseñas
La revista Billboard alabó la canción, comentado lo siguiente:

Los premiados luchadores del pop Diane Warren y David Foster, fueron el equipo que creo el tercer sencillo del exitoso segundo álbum de Brandy. Es difícil imaginar este sencillo como poca cosa, ya que es otra joya en la corona de la princesa del pop/r&b. La melodía, como  uno podría esperar, es gratificante, con un gancho empapado de armonía, dedicado a la memoria solo después de que una pajera la escucha. Pero la canción realmente se centra en la serena voz de Brandy, con una textura abatida trata de decirnos que alcanzó un lugar real muy dentro de ella. Al leer esto, los programadores de las radios pop, r&b y adult contemporany se pelearán por ser los primeros en poner al aire este sencillo excepcional. En un panorama más amplio, Have you ever? es un excelente ejemplo de como en pocos años Brandy ha demostrado ser una de las estrellas más versátiles y prometedoras en la vía rápida para alcanzar el estatus de superestrella.
Billboard, 10 de octubre de 1998.

El crítico musical Stephen Thomas Erlewine de la página de internet Allmusic, marcó a “Have You Ever” como una de las pistas más sobresalientes del álbum.

## Videoclip
El videoclip del sencillo fue dirigido por Kevin Bray y filmado en una casa con piscina. En las primeras escenas se puede ver a Brandy llegando de noche en un auto a una casa, al ingresar se encuentra con una nota que dice: "Brandy: gracias por mirar la casa mientras estoy fuera, tu mejor amigo Jermaine", a continuación la cantante se dirige hacia la cocina y se encuentra con el perro de su amigo, luego va hacia el armario de su amigo, empieza a acariciar su ropa y se pone uno de sus trajes. En las siguientes escenas se puede ver a Brandy sentada en la cama, viendo un vídeo en el que aparecen su amigo, el perro, y ella; y tocando una guitarra de su amigo. La cantante mantiene una actitud melancólica durante todo el vídeo, dando a entender que está enamorada de su amigo. Durante la mayor parte del vídeo, se puede ver a Brandy con el cabello atado con una coleta; sin embargo en las escenas filmadas en la piscina, ella aparece con un aspecto mucho más elegante, con un vestido floreado, con una piel atada al cuello, maquillada con lápiz labial de color marrón y con rizos en el cabello al estilo "afro".
“Have You Ever?” fue nominado a un premio MTV Video Music Awards en la categoría, "Mejor vídeo de R&B"; mas perdió frente a “Doo Wop (That Thing)” de Lauryn Hill.

## Recepción
“Have You Ever” tuvo buena acogida en pocos países; alcanzando el top noventa en las listas de popularidad de nueve países, top sesenta en ocho países, top treinta en siete países, top veinte en cinco países y top diez en tres países. 
Estados Unidos fue el país en el que el sencillo tuvo más éxito, liderando varias de las listas de popularidad de la revista Billboard. En la lista Hot 100 debutó el 5 de diciembre de 1998 en el número quince, y se posicionó en el número uno en su séptima semana, permaneciendo durante dos semanas en dicha posición, sustituyendo a “I'm Your Angel” de R. Kelly con Céline Dion, y siendo sustituido por “...Baby one more time” de Britney Spears; en total se mantuvo durante veintisiete semanas en la lista y apareció en el número catorce en la lista Hot 100 de fin de año. El sencillo también tuvo altas ventas, alcanzando el número tres de la lista Hot 100 Singles Sales (lista de los sencillos más vendidos); y siendo certificado de platino por la Recording Industry Association of America, al vender más de un millón de copias. “Have You Ever” también fue muy popular en las radio emisoras, liderando durante siete semanas consecutivas la lista Hot 100 Airplay, basada en emisiones radiales. El sencillo también fue muy exitoso en las radio especializadas en música Rhythm and blues, alcanzando el número dos en la lista Hot R&B/Hip-Hop Songs, detrás de “Nobody's Supposed to Be Here” de Deborah Cox.
En la lista de popularidad de sencillos australiana, ingresó el 24 de enero de 1999 en la posición número treinta y nueve; mientras que alcanzó su apogeo nueve semanas después, en el número ocho. En total se mantuvo durante veinticuatro semanas en toda la lista.
En la lista de popularidad de sencillos neozelandesa, ingresó el 27 de diciembre de 1998 en la posición número trece; mientras que salió de la lista la semana siguiente, y volvió a entrar tres semanas más tarde, en la posición número siete. Alcanzó su apogeo el 7 de febrero de 1999, en el número uno, permaneciendo durante una semana en esta posición. En total se manutuvo durante catorce semanas en toda la lista.
En la lista de popularidad de sencillos británica llamada UK Singles Chart, ingresó el 12 de diciembre de 1998, en su apogeo en la posición número trece. En total se mantuvo durante ocho semanas en toda la lista.
En la lista de popularidad de sencillos neerlandesa, ingresó el 30 de enero de 1999, en la posición número cincuenta y ocho; mientras que alcanzó su apogeo cuatro semanas más tarde, en el número veintitrés, permaneciendo durante una semana en esta posición. En total se mantuvo durante quince semanas en toda la lista.
En la lista de popularidad francesa tuvo muy poco éxito. Ingresó el 3 de marzo de 1999, en su apogeo en el número ochenta y cinco; la semana siguiente descendió al número noventa y cuatro y la semana siguiente salió de la lista.
En la lista de popularidad de sencillos sueca tuvo un poco más de éxito. Ingresó el 18 de febrero de 1999, en la posición número cincuenta y ocho; alcanzó su apogeo una semana más tarde, en la posición número cincuenta y siete. En total se mantuvo durante tres semanas en la lista.

### Posicionamientos en las lista de popularidad
| País           | Lista                    | Posición |
| -------------- | ------------------------ | -------- |
| Alemania       | German Singles Chart     | 58       |
| Australia      | Australian Singles Chart | 8        |
| Canadá         | Canadian Singles Chart   | 20       |
| Estados Unidos | Billboard Hot 100        | 1        |
| Estados Unidos | Hot R&B/Hip-Hop Songs    | 2        |
| Estados Unidos | Adult Contemporany       | 25       |
| Francia        | French Singles Chart     | 85       |
| Irlanda        | Irish Singles Chart      | 25       |
| Nueva Zelanda  | RIANZ Singles Chart      | 1        |
| Países Bajos   | Dutch Singles Chart      | 57       |
| Reino Unido    | UK Singles Chart         | 13       |
| Suecia         | Swedish Singles Chart    | 57       |

## Formatos y listas de pistas
| CD maxi single |                                  |          |  |
| N.º            | Título                           | Duración |  |
| 1.             | «Have You Ever?» (Radio version) | 3:32     |  |
| 2.             | «Happy» (album version)          | 4:06     |  |
| 3.             | «Have You Ever?» (album version) | 4:26     |  |

## Otras versiones
- En el año 2007, la banda irlandesa Westlife grabó una versión de la canción en su álbum Back Home.
- En el año 2008, la cantante filipina Nina Girado grabó una versión de la canción en su álbum Nina Sings the Hits of Diane Warren.